# The Wretched Spawn
The Wretched Spawn (рус. Мерзкое Отродье) — девятый студийный альбом американской дэт-метал-группы Cannibal Corpse, был выпущен в 2004 году на лейбле Metal Blade Records. Это последний альбом, в которой принимал участие гитарист Джек Оуэн. Он вскоре покинул коллектив и присоединился к группе Deicide.

## Об альбоме
Wretched Spawn был записан на студии Sonic Ranch, Торнильо, штат Техас, вместе с продюсером Нейлом Керноном (Nevermore, Judas Priest).
По данным Nielsen SoundScan, в первую неделю релиза «Wretched Spawn» в США — было продано 4224 копии.
Диск занял 74-е место в немецком чарте Media Control Charts.
На песню из этого альбома — «Decency Defied» был снят видеоклип. Все сцены с группой были сняты в Club Venom, Сент-Питерсберг в штате Флорида, остальные кадры сняли в Эль-Пасо и в Латинском квартале Ybor City в
Тампе. Режиссёром видео был Austin Rhodes.

## Список композиций
| №                   | Название                    | Длительность |
| ------------------- | --------------------------- | ------------ |
| 1.                  | «Severed Head Stoning»      | 1:45         |
| 2.                  | «Psychotic Precision»       | 2:56         |
| 3.                  | «Decency Defied»            | 2:59         |
| 4.                  | «Frantic Disembowelment»    | 2:50         |
| 5.                  | «The Wretched Spawn»        | 4:09         |
| 6.                  | «Cyanide Assassin»          | 3:11         |
| 7.                  | «Festering in the Crypt»    | 4:38         |
| 8.                  | «Nothing Left to Mutilate»  | 3:49         |
| 9.                  | «Blunt Force Castration»    | 3:27         |
| 10.                 | «Rotted Body Landslide»     | 3:24         |
| 11.                 | «Slain»                     | 3:32         |
| 12.                 | «Bent Backwards and Broken» | 2:58         |
| 13.                 | «They Deserve to Die»       | 4:44         |
| Общая длительность: | Общая длительность:         | 44:22        |

| №  | Название                                       | Длительность |
| -- | ---------------------------------------------- | ------------ |
| 1. | «The Making of The Wretched Spawn» (Bonus DVD) |              |

## Чарты
| Чарт                                   | Позиция |
| -------------------------------------- | ------- |
| Франция (SNEP)                         | 136     |
| Германия (Offizielle Top 100)          | 74      |
| США (Billboard Independent Albums)     | 20      |
| США (Billboard Top Heatseekers Albums) | 27      |

## Альтернативная обложка

Цензурная версия

## Участники записи
- Алекс Уэбстер — бас
- Пол Мазуркевич — ударные
- Джек Оуэн — гитара
- Пэт О'Брайен — гитара
- Джордж «Corpsegrinder» Фишер — вокал